# Dorothy Layton
Dorothy Layton (13 de agosto de 1912-4 de junio de 2009) fue una actriz de cine estadounidense que trabajó en los años 1930.

## Biografía
Nacida como Dorothy Ann Wannenwetsch en Cincinnati, Ohio, Layton fue seleccionada como una de las "WAMPAS Baby Stars" en 1932. Layton tuvo una prometedora carrera como actriz y protagonizó ocho películas en 1932 y 1933, apareciendo varias veces con Laurel y Hardy. Apareció en las películas Chickens Come Home (1931), The Chimp (1932), County Hospital (1932) y Pack Up Your Troures (1932). Su obituario la describió como la "última gran títere".
Sin embargo, la única película que destacó fue Pick-Up (1933), protagonizada por George Raft y Sylvia Sidney. Su carrera fracasó después de esa película, y nunca volvió a actuar. En 1935 se retiró por completo de la actuación.
Layton finalmente se mudó a Baltimore, Maryland, donde conoció al empresario Howard W. Taylor Jr., con quien se casó y tuvo dos hijos. El matrimonio terminó en divorcio. Dorothy Layton murió el 4 de junio de 2009 en una casa de retiro en Towson (Maryland), a la edad de 96 años.